# عارف پاشا الدجانی
عارف پاشا الدجانی (عربی: عارف باشا الدجاني؛ زاده: ۱۸۵۶ – درگذشته: ۱۹۳۰) یک سیاستمدار فلسطینی بود.
او در اورشلیم متولد شد و در طول جنگ جهانی اول شهردار شد. او در سال ۱۹۱۸ نماینده کمیته اداری انجمن اسلامی مسیحی شد.
وی قبل ازاینکه رئیس انجمن شود مسول شعبه انجمن در اورشلیم بود سپس رئیس شعبه انجمن در اورشلیم شد.
او در ایجاد اولین کنفرانس فلسطینی در اورشلیم در سال ۱۹۱۹ کمک کرد. وی اولین رئیس کنفرانس بود و خواستار احیای اتحاد با سوریه بود.